# Аллегро
Алле́гро (итал. allegro, переводится как весело, бодро, радостно) — музыкальный термин, который в музыкальном лексиконе имеет значение агогического указания, то есть указывает на темп в исполнении.

## История
Использование термина в качестве агогического обозначения относится к началу XVIII века, тогда как ранее этот термин имел значение, относящееся к беглости отдельных нот или самое большее одной фразы, и в этом смысле оно используется, например, Иоганном Себастьяном Бахом в Мессе в си минор, где Vivace и Allegro — обозначения, которые помещаются в одном контексте, что мешает нам ощущать резкую смену времени (как это было раньше с Adagio, такт 121).
Только начиная с конца девятнадцатого века, следуя националистическим тенденциям, некоторые композиторы стали иногда писать термин на своих родных языках, поэтому Клод Дебюсси и Морис Равель используют термин на французском Vite, Густав Малер — на немецком Rasch, а Бенджамин Бриттен — на английском "Quickly".

## Агогическая индикация
Благодаря преобладанию итальянской музыкальной культуры и, прежде всего, оперы, этот термин используется без изменений во всех языках мира (как это происходит в другом контексте с английским словом «спорт»), сохраняя везде одно и то же значение.
Использование термина в качестве агогического указания восходит к началу XVIII века, тогда как ранее этот термин имел значение, относящееся к беглости отдельных нот или самое большее одной фразы, и в этом смысле оно используется, например, Иоганном Себастьяном Бахом в Мессе в си-минор (№ 19 — Confiteor — такт 147)
Между пятью главными степенями движения музыкальной передачи (largo, andante, moderato, allegro, presto), называемыми темпами, allegro занимает четвёртое место. Аллегро более других музыкальных движений подвержено постепенным видоизменениям вследствие прибавления к нему других слов, например:
allegro assai, allegro di molto (очень весело, бодро, радостно, скоро);
allegro moderato (умеренно скоро, умеренно весело);
allegro ma non troppo (не слишком скоро) и так далее.
Кроме этих выражений к allegro присоединяются другие, определяющие не столько степень скорости исполнения, сколько характер исполнения allegro: 
allegro maestoso (весело и торжественно, величественно);
allegro scherzando (весело и шутливо) и так далее.
Аллегро по исполнению представляет прямую противоположность largo и adagio. Характер мелодии в allegro подвижный, огненный; он полон ритмического интереса. Allegro обозначает также музыкальное сочинение или часть (преимущественно первую) большого инструментального сочинения, например, симфонии, квартета, сонаты, концерта и пр. Allegretto обозначает темп немного меньшей подвижности, чем allegro, и несколько приближается по своему характеру к andantino.
Слово используется также в качестве названия частей музыкального произведения, исполняющегося в этом темпе и не имеющих своего названия.

## Примеры
Симфония №5, (Бетховен)